# Soto del Barco
Soto del Barco (Sotu'l Barcu en asturien) est une commune (concejo aux Asturies) située dans la communauté autonome des Asturies en Espagne. Elle est située sur la rive droite de l'embouchure de la rivière Nalón et fait partie de l'association de municipalités "Cinco Villas". Elle est bordée au nord par la mer Cantabrique, au sud par les communes de Candamo et de Pravia, à l'est par Castrillón et à l'ouest par la rivière Nalón, qui forme la limite avec Pravia et Muros de Nalón. Elle couvre une superficie totale de 40,23 km², et compte une population de 3818 habitants en 2023, principalement concentrée dans les communes de San Juan de La Arena et de la capitale, Soto del Barco. Elle doit son nom à une ancienne embarcation qui servait à communiquer, en temps de guerre, avec l'armée espagnole.

## Géographie
Situé sur la rive droite de l'embouchure du Nalón, son relief est doux et ne présente pas de caractéristiques géographiques notables. La rivière coule dans une large plaine qui zigzague en formant de petits îlots. Le littoral est occupé par la longue plage de Los Quebrantos et El Pozaco.
D'un point de vue orographique, Soto del Barco se caractérise par la douceur de son relief, sans grandes élévations ni pentes notables. Presque tout le territoire est plat et lisse, connu sous le nom de rasa, avec une hauteur d'environ cent mètres, perdant cette condition dans sa partie sud, où l'on trouve des élévations un peu plus prononcées comme celles de la sierra de Mafalla, à la frontière avec Candamo, et celle de Fontebona à la frontière avec Pravia. C'est dans cette dernière que se trouve le point le plus élevé de la commune, à 467 mètres au-dessus du niveau de la mer, à l'Alto de la Corona. Sa bande côtière est occupée par la zone sablonneuse de Los Quebrantos et par une falaise rocheuse abrupte. La rive droite du Nalón est beaucoup plus douce et moins escarpée que la partie occidentale, où se trouvent les deux principaux centres de population de la commune, Soto del Barco et San Juan de La Arena. 

### Paroisses
La commune est formée de 4 paroisses civiles :
- Soto del Barco
- La Corrada
- Ranón
- Riberas

## Histoire
L'homme a habité cette région dès la Préhistoire, comme l'attestent certains outils caractéristiques retrouvés. Pour l'âge du fer, la commune dispose du témoignage exceptionnel du castro d'El Castillo de San Martín, fouillé dans les années 1990, avec des preuves matérielles remarquables d'une époque qui s'étend sur plus d'un millénaire.
L'héritage laissé par les Romains a été beaucoup plus important, étant donné l'intégration rapide de ces terres dans l'Empire. Il existe des vestiges d'une villa dans la zone de Ponte, ainsi que de nombreuses poteries et pièces de monnaie trouvées dans le château de San Martín. La romanisation a permis d'améliorer considérablement les communications, en particulier la route qui reliait le golfe de Gascogne à la Galice.
Sous le royaume des Asturies, le château de San Martín devint une forteresse destinée à défendre l'embouchure stratégique du Nalón contre les incursions normandes. Sa construction (sur un site antérieur) est attribuée au roi Alphonse III, et une bonne documentation nous permet de connaître son état à l'époque médiévale. Tout au long du Moyen Âge, il a été le théâtre de querelles nobiliaires jusqu'à ce qu'il passe définitivement aux mains de la maison de Miranda en 1617.
Soto del Barco appartenait, sur le plan ecclésiastique, à l'archiprêtré de Pravia de Aquençe et, sur le plan administratif, au conseil de Pravia. Ce n'est que le 29 décembre 1836 qu'elle fut constituée en conseil municipal indépendant.
Pour dépeindre l'histoire récente de la commune, il ne faut pas oublier le port de La Arena, au sein duquel s'est développée une importante industrie de la conserve, qui a disparu dans les années soixante-dix. À la même époque, une importante émigration a eu lieu, principalement vers Cuba.
Pendant la guerre civile espagnole, Soto del Barco a connu une dure bataille sur ses terres, car la frontière entre les rebelles et les républicains s'est fixée sur le Nalón pendant plus d'un an.

## Patrimoine
Le monument le plus ancien et le plus important de la commune est le château de San Martín. Il se compose d'une tour carrée de trois étages, surmontée de créneaux, ainsi que d'une série de bâtiments datant du XIXe siècle.
D'autres éléments remarquables sont le palais Ferrera, datant du XVIe siècle et situé à Ponte, et le palais Magdalena, dans le quartier du même nom, construit au XVIIIe siècle. Ce dernier est désormais un hôtel appelé Palacio de La Magdalena.
En ce qui concerne l'architecture civile, les bâtiments construits par les Indianos sont remarquables, comme ceux de Riberas et de La Ferrería. Il faut également souligner le design du marché aux poissons et de l'ancienne conserverie Lis, de style moderniste, la seule qui subsiste parmi les nombreuses qui existaient autrefois dans la ville de San Juan de La Arena.
Il convient de mentionner le Centro de Interpretación Puerta del Mar, situé à San Juan de La Arena, un espace culturel dédié à la présentation, dans différentes salles d'exposition, des métiers liés à la pêche et à l'activité charbonnière, et qui dispose également d'une salle pour les expositions temporaires. Le centre est ouvert pendant la saison estivale.
Le conseil dispose de deux maisons de la culture, l'une à Soto del Barco et l'autre à San Juan de La Arena, équipées d'une bibliothèque, d'une salle d'exposition et d'une salle de réunion. 

### Cuisine
La cuisine de la mer est présente sous toutes ses formes : ragoûts, poissons cuits au four, grillés ou frits, fruits de mer... Le plat vedette est la civelle, un mets délicat au prix élevé qui est pêché dans la commune.

## Galerie

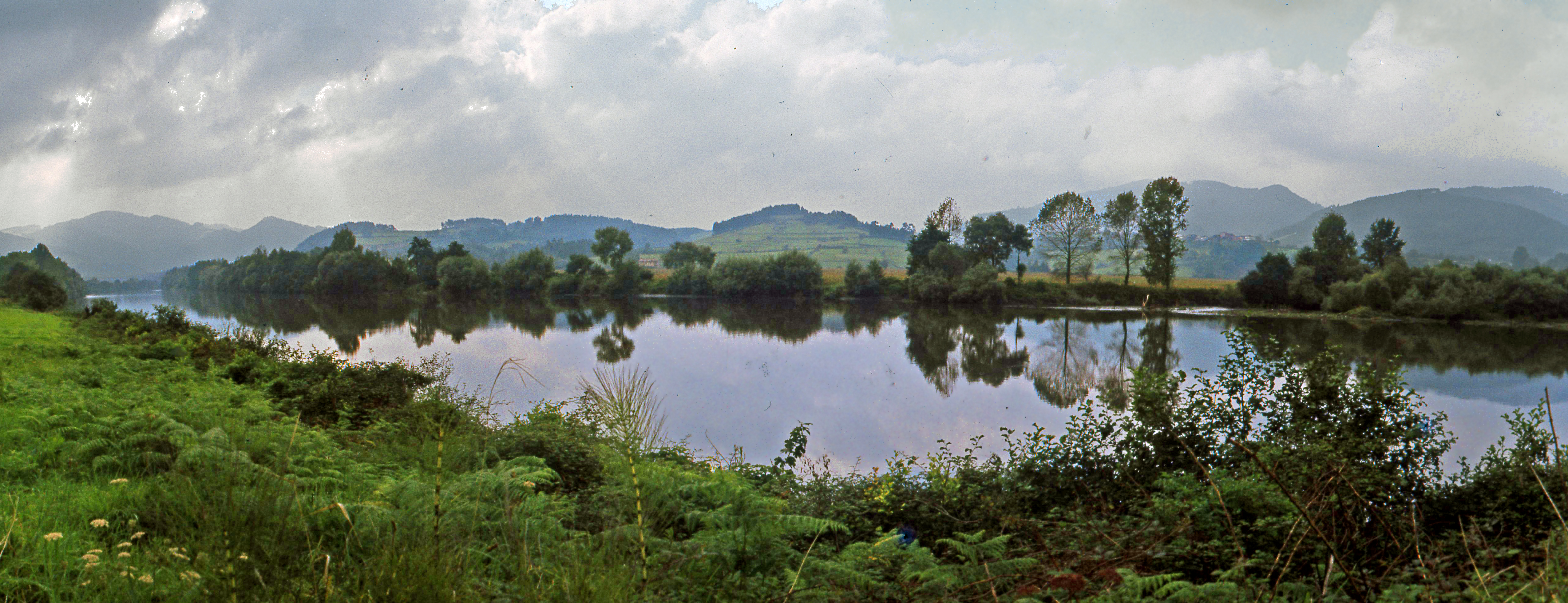
La rivière Nalón à Soto del Barco.
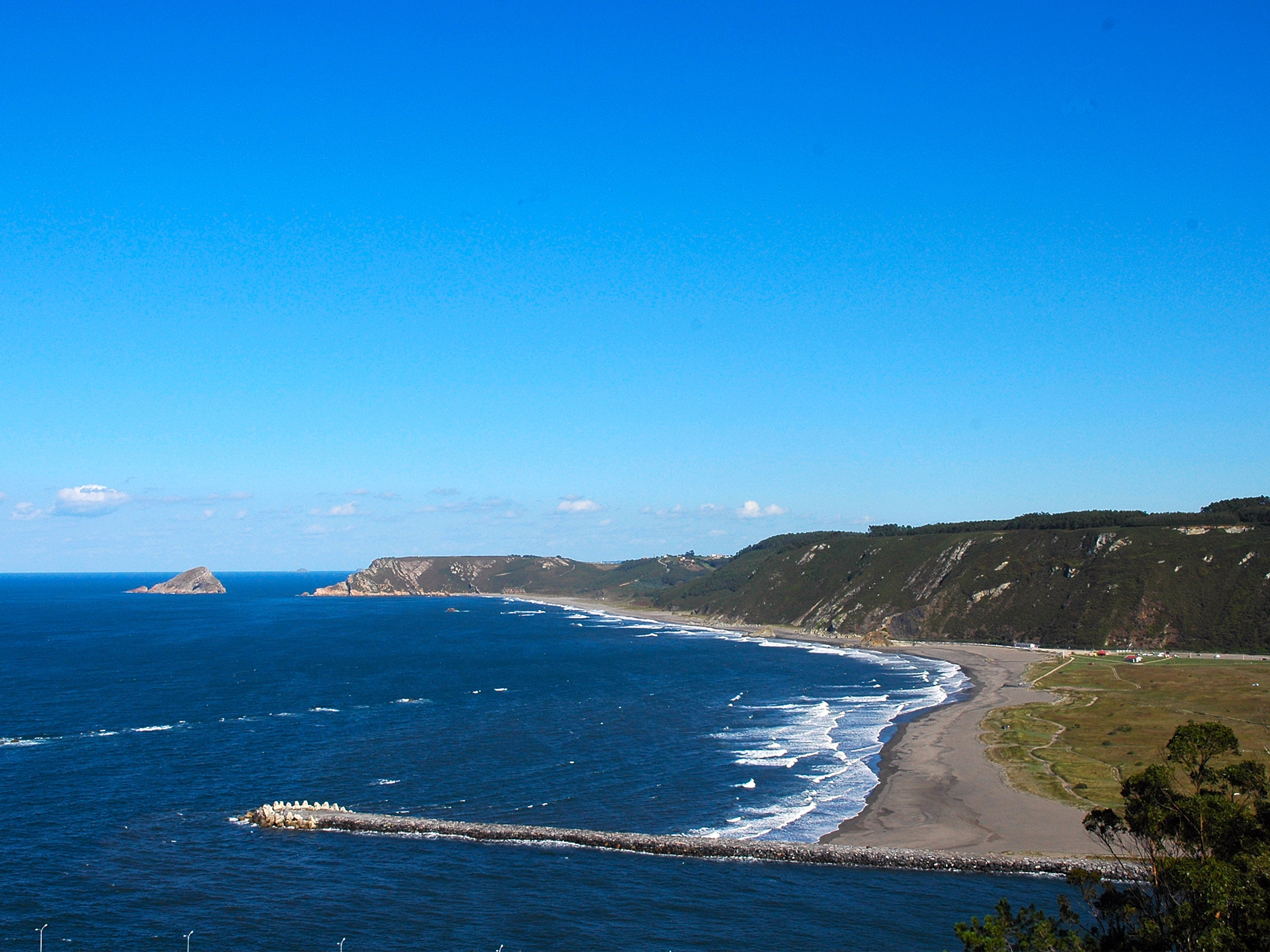
La plage de los Quebrantos.
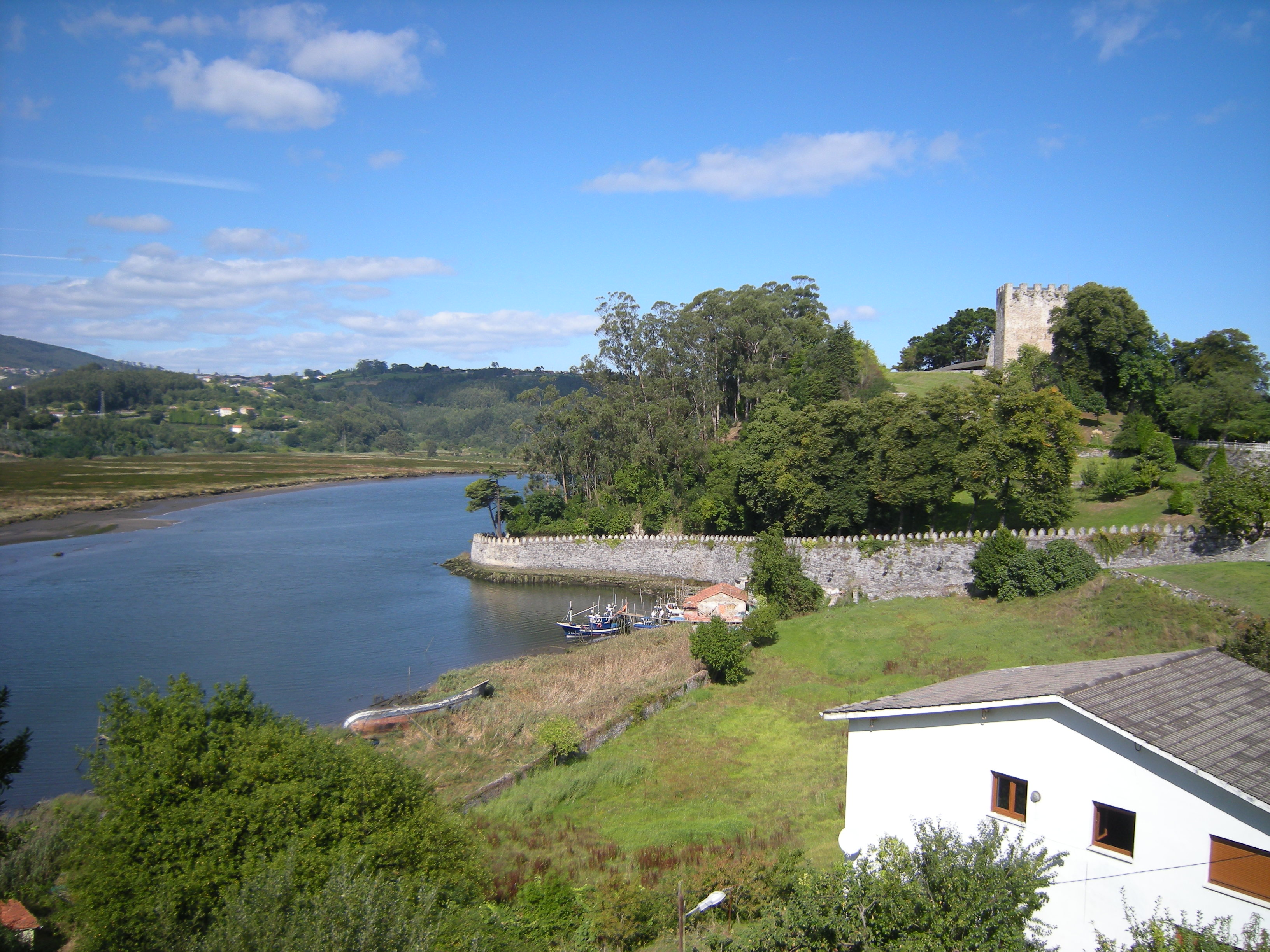
Le château de San Martín.
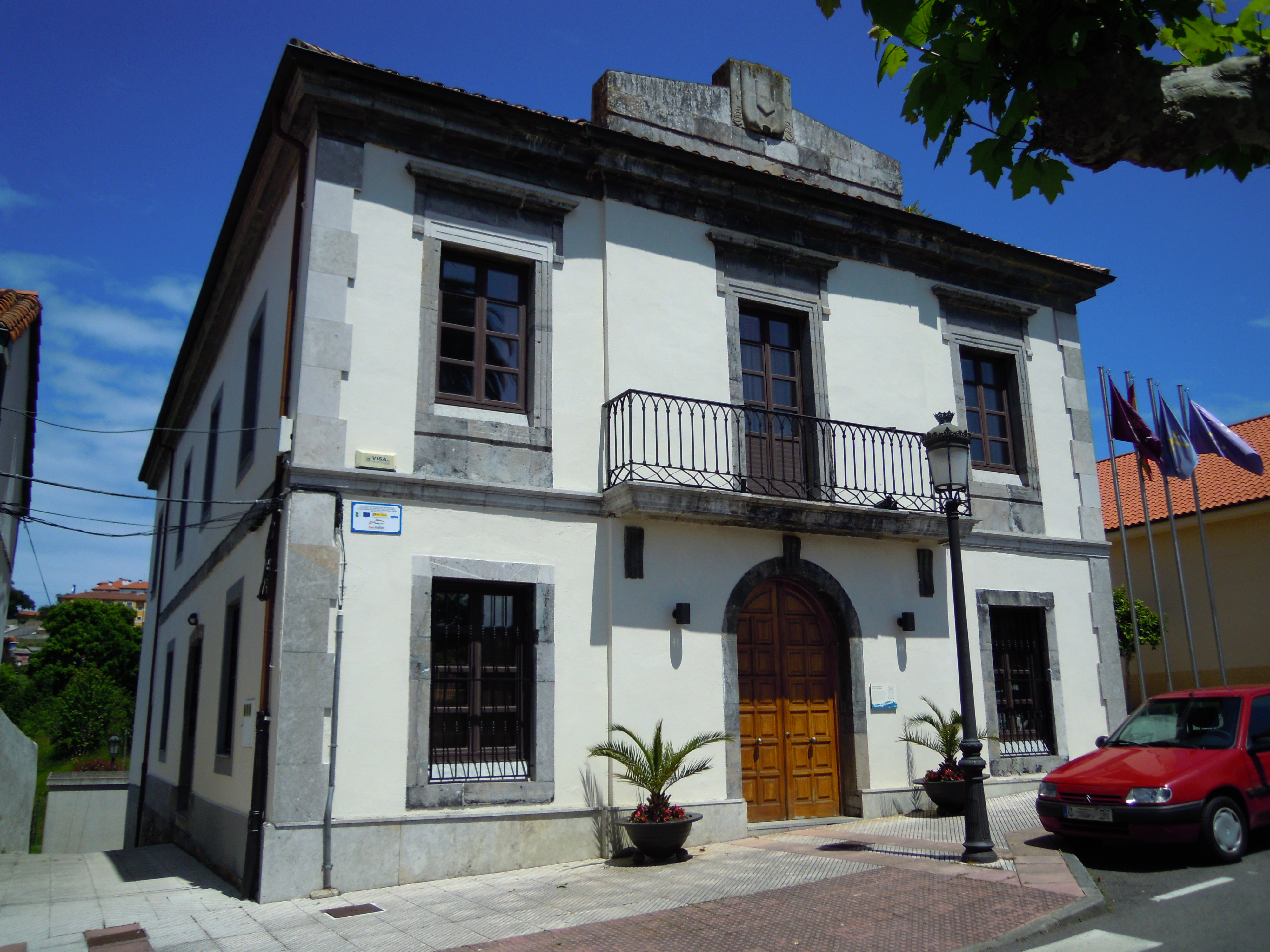
La mairie de Soto del Barco.
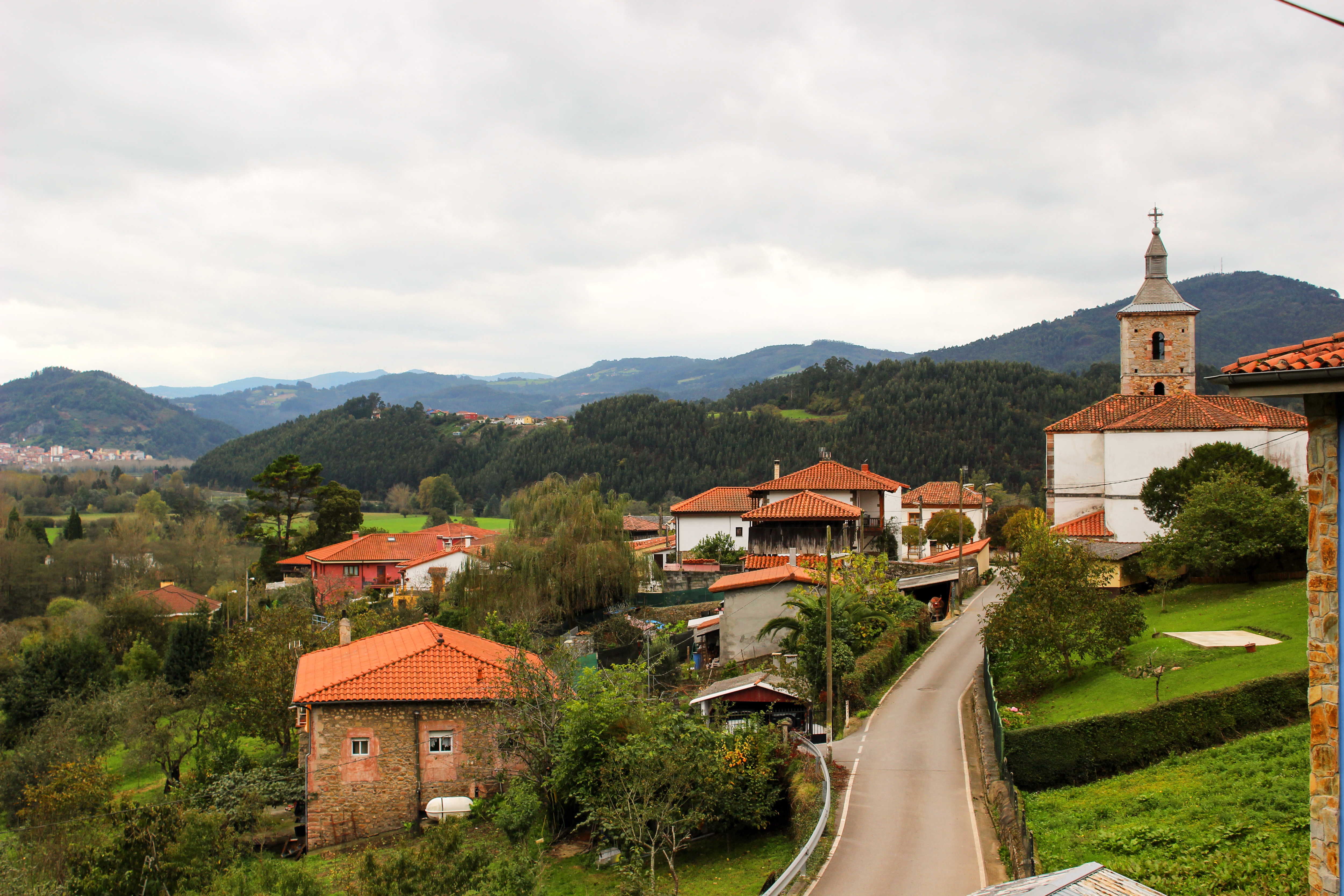
Riberas avec l'église Santa María.
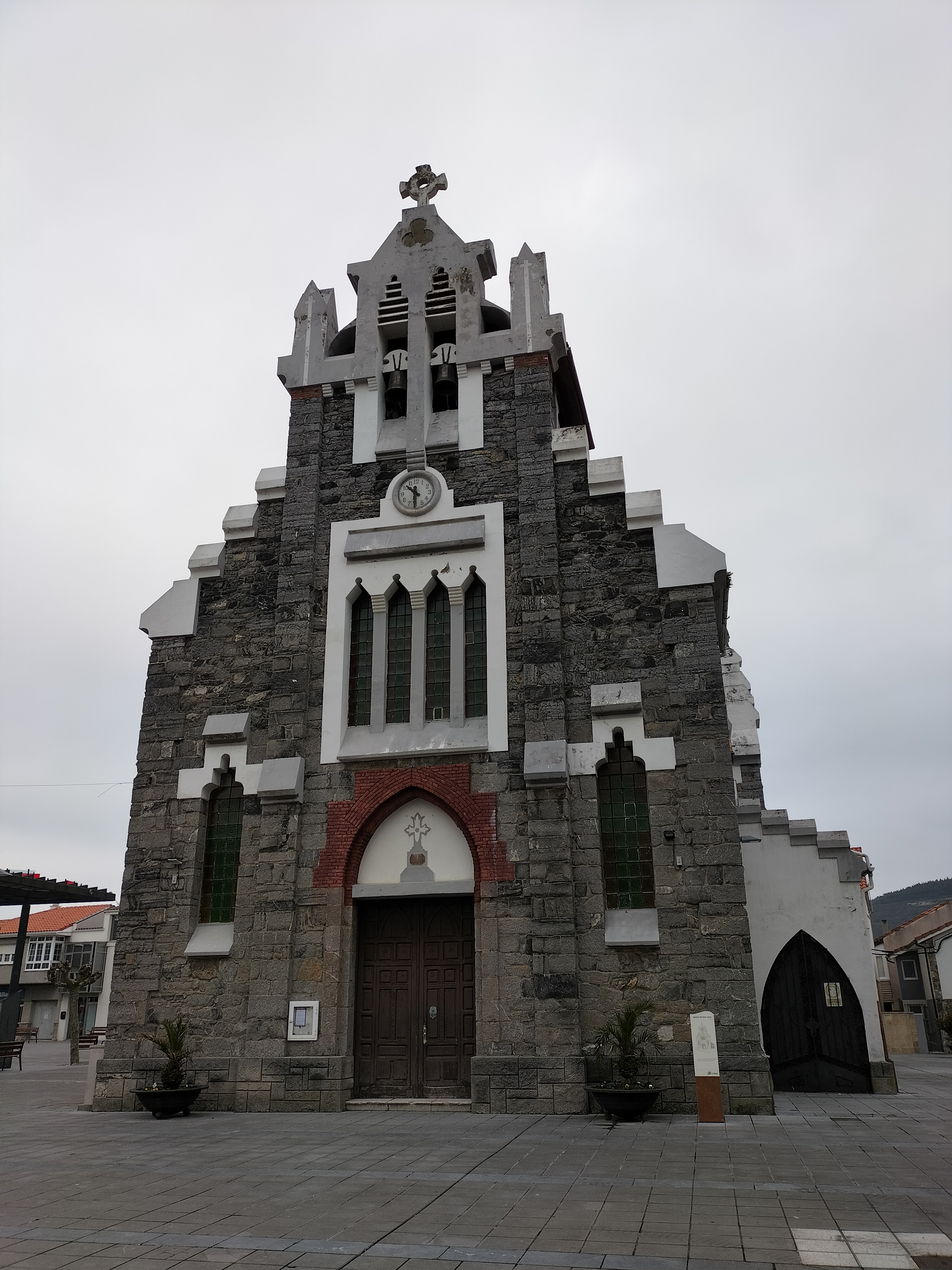
L'église Saint-Jean-Baptiste (San Juan Bautista), San Juan de la Arena.

## Traduction
- (es) Cet article est partiellement ou en totalité issu de l’article de Wikipédia en espagnol intitulé « Soto del Barco » (voir la liste des auteurs).